# تنبؤ عددي
التنبؤ العددي هي نماذج رياضية مبنية على حل مجموعة من المعادلات الفيزيائية الرياضية التي تحكم العمليات الفيزيائية في الغلاف الجوي وتركيبه الداخلي وبالتالي توفر قيم المتغيرات الجوية المستقبلية عن طريق حساب قيم هذه المتغيرات ببعديها الزماني والمكاني. تتميز التنبؤات العددية بأنها تقوم بتوفير عدد من المتغيرات الجوية بالإضافة إلى المتغيرات الجوية الأساسية التي تقوم بحسابها بالتنبؤات التقليدية. من نواتج هذه النماذج الرياضية الحصول على خرائط سطحية وعلوية للفترة المستقبلية التي قد تمتد إلى أسبوع أو أكثر، وكذلك الحصول على الرطوبة ودرجة الحرارة على المستويات المختلفة وعلى كمية الهطول المتوقعة وسرعة الرياح واتجاهها عموديا وأفقيا، ودرجة الاستقرار الجوي. التنبؤات التقليدية تعتمد على قياسات المحطات بمواقعها الجغرافية الحقيقية حيث أن المسافات بين المحطات الحقيقية غير منتظمة وبالتالي لا تمثل بشكل دقيق التغيرات الجوية التي تحصل بينها، بينما في التنبؤات العددية يتم إنشاء شبكة محطات وهمية متناسقة ومنتظمة الأبعاد متكررة بشكل دوري عن طريق علاج المعلومات الحقيقية المستلمة من محطات الرصد الجوي الحقيقية، وبالتالي فان الخرائط المستقبلية الناتجة من النماذج الرياضية تكون أكثر دقة وتفصيلا. التنبؤات العددية تعتبر أداة علمية متقدمة لإصدار نشرة جوية دقيقة وشاملة ولفترة أطول.